# Le Réveil des magiciens
Le Réveil des magiciens (titre original : Deryni Rising) est un roman de fantasy appartenant au cycle des Derynis de Katherine Kurtz. Il fut publié en anglais américain en 1970 par Ballantine Books, et traduit en français par Guy Abadia. C'est le premier tome de la Trilogie des magiciens, et le premier tome publié de l'auteur. L'action se déroule en novembre 1120.

## Résumé
Brion Haldane, roi de Gwynnedd, est assassiné par magie. Si son fils Kelson, bientôt quatorze ans, veut survivre à son couronnement, la magie derynie lui sera indispensable. Mais l'Église et la reine Jehana souhaitent profiter de la courte régence pour se débarrasser du duc Alaric Morgan, le premier Deryni depuis deux siècles à oser s'afficher à la cour. Sa présence sera pourtant indispensable pour éveiller les potentiel latent du jeune roi... et pour sauver Gwynnedd.

## Récompenses
En 1971, Le Réveil des magiciens est finaliste du prix Mythopoeic, mais ne le remportera pas. Le roman apparaîtra plusieurs fois dans le classement des meilleures œuvres de fantasy établi par les lecteurs du magazine Locus.